# Emil Lederer
Emil Lederer, né le 22 juillet 1882 à Pilsen en Autriche-Hongrie et mort le 29 mai 1939 à New York, est un économiste et sociologue allemand. Après l'arrivée au pouvoir d'Adolf Hitler en Allemagne en 1933, Emil Lederer fut chassé de son poste de l'université Humboldt de Berlin. Il s'exila à New York où il contribua à la création de « l'université en exil » de la New School for Social Research.

## Biographie
Emil Lederer est né en 1882 à Pilsen (Autriche-Hongrie) dans une famille de marchands juifs. Il étudia tout d'abord le droit et l'économie à l'université de Vienne. Ses professeurs furent notamment Heinrich Lammasch, Karl Theodor von Inama-Sternegg, Franz von Juraschek, Carl Menger, Friedrich von Wieser, Eugen von Böhm-Bawerk et Eugen von Philippovich. Ludwig von Mises, Joseph Schumpeter, Felix Somary, Otto Bauer et Rudolf Hilferding comptaient parmi ses camarades.
En 1905, Lederer reçut un doctorat en droit à l'université de Vienne, puis en 1911 un doctorat en sciences économiques à l'université Louis-et-Maximilien de Munich. L'année suivante, il fut habilité à l'université de Heidelberg grâce à sa thèse intitulée Die in der Privatangestellten modernen Wirtschaftsentwicklung (que l'on peut traduire en français par : Les employés du secteur privé moderne dans le développement économique).
En 1918, il fut nommé professeur assistant à l'université de Heidelberg, mais resta en Autriche jusqu'en 1920. Au début de l'année 1919, il fut nommé membre de la Commission de la socialisation allemande à Vienne avec Hilferding et Schumpeter, ses deux anciens camarades à l'université de Vienne.
Comme la quasi-totalité des économistes de l'université de Heidelberg, Lederer fut suspendu par les nazis le 14 avril 1933, en vertu de loi sur la restauration de la fonction publique, jusqu'à ce qu'une décision finale fût prise. Les membres de l'université durent aider les nazis en leur apportant des informations sur Emil Lederer s'ils voulaient rester libres et devenir membre du NSDAP.
Lederer réussi à s'échapper à Londres pour enfin arriver aux États-Unis, où il co-fonda « l'université en exil » de la New School for Social Research à New York. Il en fut le premier doyen jusqu'à sa mort survenue en 1939, à 56 ans, à la suite d'une intervention chirurgicale.

## Œuvres
Aucun ouvrage de Lederer n'a été traduit en français. 
- Die Veränderungen im Klassenaufbau während des Krieges ("Les changements dans la construction de classe pendant la guerre"), 1918
- Die Soziologie der Gewalt ("Sociologie de la violence"), 1919
- Grundzüge der ökonomischen Theorie ("Caractéristiques de la théorie économique"), 1922
- Technischer Fortschritt und Arbeitslosigkeit ("Progrès technique et chômage"), 1931
- (en) The state of the masses ("L'état des masses"), 1939